# Покољ у Челебићу
Покољ у Челебићу је догађај који се збио 29. и 30. јула 1941. на православни празник Огњену Марију. Тог дана, на почетку Другог светског рата, у основној школи у Челебићу код босанскохерцеговачког града Ливна је од стране хрватских усташа побијено 403 Срба који су потом затрпани у рупе и јаме око Челебића.

## Масакр
Тензије међу национално мешовитим становништвом Ливањског поља се осетила на самом почетку рата када је Југословенска краљевска војска положила оружје пред окупатором.
Како се традиционални збор српског становништва сваке године одржавао за Илиндан у Црном Лугу, усташама је тај дан 1941. године била прилика да потпуно уништи и истреби српско становништво са подручја Ливањског поља. Тог дана је наводно планирана посета Анта Павелића Црном Лугу где би се обратио српском становништву поводом оснивања „Независне Државе Хрватске“. Усташе су у селу Грковци поред Црног Луга формирали жандармеријски пункт где су пред Илиндански збор донели неколико стотина литара вина и ракије, што су јавно обзнанили становништву као да се ради о пићу за свечаност поводом доласка Анте Павелића.
Дана 27. јула 1941. у Босанском Грахову Срески народноослободилачки одбор под руководством Никице Гашића и Васа Иветића из Пеуља диже устанак против усташког режима, а усташе се повлаче из Грахова и Грковаца.
Дана 28. јула 1941. године у рано јутро, путем од Ливна према Босанском Грахову усташе су кренуле ка Црном Лугу са једним аутобусом и неколико камиона, а испред њих црна лимузина у којој је био усташки главешина, адвокат Урумовић. Колона је стигла до села Грковаца и ту је наишла на заседу устаника. Битка која се тог дана догодила завршила се неславно по усташе који су се повукли назад ка Челебићу. Истог дана су почела хапшења Срба у Челебићу. Сви мушкарци који су се затекли у селу одведени су у основну школу где су најпре мучени и злостављани а потом сутрадан 29. јула одведени и бачени у јаму Бикушу неколико километара у брду изнад Челебића.
Дана 30. јула Хрватске усташе су српске жене и децу одвеле у школу где су их мучили, силовали, масакрирали и и без употребе ватреног оружја убијали на разне зверске начине. Њихова тела су превожена коњским колима до јама које су копале мештанке Хрватице и тамо су их побацали. Масовна гробница се налази испод самог села Челебић на месту званом Барјак.

## Спомен-гробље жртвама усташког покоља
Седамнаест година након овог злочина 29. новембра 1958. године Срески одбор Савеза бораца НОР из Ливна је подигао спомен-плочу на каменој огради спомен-гробља у Челебићу где су била исписана имена домаћина са бројем чланова њихових породица које су усташки злочинци на зверски начин поубијали 1941. године у Челебићу - укупно 403 невиних људи, жена и деце.
Школа у којој је извршен масакр је након 1945. наставила нормално да функционише. О злочину се до краја 80-их година није говорило јавно, а по казивању оних који су је похађали под школе је био црн, јер је тако било најлакше сакрити флеке од крви које нису биле очишћене.
Спомен-плоча и ограда око помен-гробља су током грађанског рата у БиХ од стране хрватске војске уништени.
Захваљујући Удружењу „Огњена Марија Ливањска“ спомен гробље је обновљено 2014. године и сада се на том простору сваке године одржава православна литургија у сећање на страдале Челебићане.